# Enis Batur
Pour les articles homonymes, voir Batur (homonymie).
Enis Batur, né en 1952 à Eskişehir (Turquie), est un poète, roman, essayiste et éditeur turc.

## Biographie
Il reçoit une éducation française au lycée Saint-Joseph d'Istanbul, avant de faire des études de lettres en Turquie (Ankara, Istanbul) et en France (Paris, 1970-1973), où il séjournera longuement par la suite et à plusieurs reprises. Durant sa vie, il réside à Eskisehir, Naples, Ankara, Paris et à Istanbul. Bien qu'il soit parfaitement francophone, et malgré son intérêt pour la France, son œuvre gigantesque n'est connue dans le monde francophone que depuis la fin des années 1990.
Poète, essayiste, romancier et éditeur (il dirige les éditions Yapi ve Kredi à Istanbul de 1992 à 2004), il est l'une des figures centrales de la littérature et la vie culturelle turque depuis les années 1980. De son œuvre, abondante qui contient plus des cent titres, sont notamment traduits en français deux romans, La Pomme et Amer savoir (Actes Sud, 2004, 2002), Dense - Journal de Saint-Nazaire (MEET, 2001), un recueil de poèmes, Le Sarcophage des pleureuses (Fata Morgana, 2000) et un essai Ma bibliothèque labyrinthe (Bleu Autour, 2006). Il est l'auteur de commentaires des œuvres de Jules Gervais-Courtellemont reproduite dans Ottomanes (2006). Il a également écrit le préface d'un ouvrage d'Ara Güler intitulé Istanbul des djinns.
À propos de Batur, Alberto Manguel déclare : « Je considère Enis Batur comme mon double. Il ressent, voit, exprime les choses comme je le ferais. Je sais par avance ce qu'il va dire et penser. C'est étrange, non ? »
Entre 1999 et 2003, durant quatre ans, Enis Batur enseigne à l'Université francophone de Galatasaray à Istanbul.
Ses ouvrages sont également traduits en italien, persan, arabe, allemand (notamment par Yücel Sivri), anglais, roumain et en langue corse.

## Œuvres
Liste non exhaustive
- Eros ve Hgades (1973)
- Nil (1975, Yapıt Yayınları; 1998, 4. basım, Altıkırkbeş)
- Ayna (1977, Ada)
- İblise Göre İncil (1979, Yeni Ankara; 2001, 4. basım, Altıkırkbeş)
- Şiir ve İdeoloji (1979, Derinlik)
- Kandil (1981, Ada; 2001, 4. basım, Altıkırkbeş)
- Tahta Troya (1981, Yazko)
- Tuğralar (1985, Tan; 1993, genişletilmiş 3. basım, Remzi Kitabevi)
- Sarnıç (1985, Nisan; 1996, 4. basım, Altıkırkbeş yayın)
- Alternatif : Aydın (1985, Hil)
- Babil Yazıları (1986, AFA)
- Viyana İçin Siyah Vals (1987, BFS)
- Estetik Ütopya (1987, BFS)
- Yazılar ve Tuğralar (1987, BFS)
- İki/z (1988, BFS)
- Bu Kalem Bukalemun (1988, Hil; 1997, 2001, YKY)
- Eşittir Sonsuz (1988, BFS)
- Kediler Krallara Bakabilir (1990, Remzi Kitabevi; 1996, İyi Şeyler)
- Koma Provaları (1990, 1998, Altıkırkbeş)
- Söz'lük (1990, Düzlem)
- Gönderen : Enis Batur (1991, Remzi Kitabevi; 2000, Sel)
- Hatay'da Bir Rolls-Royce (1991, Altıkırkbeş)
- Perişey (1992, 1993, Remzi Kitabevi; 1998, 3. basım, Altıkırkbeş)
- Küçük Kıpırtı Tarihi (1992, Boyut)
- Kırkpâre (1992, Remzi Kitabevi; 2001, Sel)
- Şiir ve İdeoloji (1992, Mitos)
- Yazının Ucu (1993, 1994, YKY)
- Gesualdo (1993, 1994, YKY)
- Akabe (1994, Mitos)
- Ağlayan Kadınlar Lahdi (1994, Harf)
- Kandil, Yazı Şiirler 1973 - 1985 (1994, Altıkırkbeş)
- Ondört + X + 4 (1994, © Yayın)
- Taşrada Ölüm Dirim Hazırlıkları (1995, Oğlak)
- Günebakan I : Alternatif : Aydın (1995, Ark)
- Günebakan II : Saatsız Maarif Takvimi (1995, Ark)
- Darb ve Mesel (1995, 1995, Altıkırkbeş)
- E/Babil Yazıları (1995, 2003 YKY)
- Modernlerin Gecesi (1995, Altıkırkbeş)
- Opera 1-4004 (1996, Altıkırkbeş)
- Kesif - Saint-Nazaire Günlüğü (1996, Mitos)
- Yolcu (1996, İyi Şeyler)
- Ya/zar (1996, © Yayınları)
- İki Deniz Arası Siyah Topraklar (1997, YKY)
- Bu Kalem Melûn (1997, 2001, YKY)
- Seyrüsefer Defteri (1997, YKY)
- Frenhoferolmak (1997, Sel)
- Doğu-Batı Dîvanı (1997, 1998, 2002, YKY)
- Aciz çağ, faltaşları (1998, 2003 YKY)
- Türkiye'nin Üçlemi (1998, Papirüs)
- Sütte Ne Çok Kan (1998, Altıkırkbeş)
- Issız Dönme Dolap (1998, YKY)
- Su, Tüyün Üzerinde Bekler (1999, Sel)
- Kurşunkalem Portreler (1999, 2000, Sel)
- Amerika Büyük Bir Şaka (1999, 2000, YKY)
- Kanat Hareketleri (2000, 2000, Altıkırkbeş)
- Cüz (2000, Sel)
- Başkalaşımlar I - X (1992, 2000, YKY)
- Başkalaşımlar XI - XX (2000, YKY)
- Acı Bilgi, Fugue Sanatı Üzerine Bir Roman Denemesi (2000, 2000, 2002 YKY)
- Smokinli Berduş, Şiir Yazıları 1974 - 2000 (2001, YKY)
- Yazboz (2001, Sel)
- Kum Saatından Harfler (2001, YKY)
- Elma, Örgü Teknikleri Üzerine Bir Roman Denemesi (2001, 2002, Sel)
- İçinizde Kaç Koridor Var ? (2001, YKY)
- Son Kare (2002, Altıkırkbeş)
- Şehren'is (2002, Literatür Yayınları)
- Papirüs, Mürekkep, Tüy : Seçme Şiirler 1973-2002 (Haziran 2002, Yapı Kredi Yayınları)
- Başka Yollar (Eylül 2002, Yapı Kredi Yayınları)
- Bir Varmış, Bir Okmuş (Kasım 2002, Sel Yayıncılık)
- Abdal Düşü : Düzyazı Şiirler 1998-2002 (Mart 2003, Altıkırkbeş)
- Bekçi (Mart 2003, Oğlak Yayıncılık)
- Kravat (Nisan 2003, Sel Yayıncılık)
- Bu Kalem Un Ufak (2004)
- Kütüphane (2005)
- Gövde'm(2007)
- Suya Seng (2008)

## Œuvres publiées en français
- Istanbul des djinns
- Le Sarcophage des pleureuses, traduit par Noémi Cingöz, Fontfroide-le-Haut, éditions Fata Morgana, 2000  (ISBN 2-85194-522-X)
- Dense : journal de Saint-Nazaire, traduit par Timour Muhidine, 2001, 227 p.  (ISBN 2-911686-12-8)
- Amer savoir, traduit par Ferda Fidan, avec le concours de Sylvie Taussig, Arles, Actes Sud, coll. « Lettres turques », 2002, 333 p.  (ISBN 2-7427-3583-6)[1],[2].
- La Pomme : une tentative de roman sur les techniques du tissage ; Il était une fois Guillaume Tell : histoire prétendument apocryphe, traduit par Ferda Fidan, Arles, Actes Sud, coll. « Lettres turques », 2004, 233 p.  (ISBN 2-7427-5308-7)[3].
- D'autres chemins, traduit par Ferda Fidan, Arles, Actes Sud, coll. « Lettres turques », 2008, 361 p.  (ISBN 978-2-7427-7528-6)
- D'une bibliothèque l'autre, traduit par François Skor, Saint-Pourçain-sur-Sioule, éditions Bleu autour, coll. « La petite collection de Bleu autour », 2008, 78 p.  (ISBN 978-2-912019-46-2)
- Encyclopédie privée, traduit par Ferda Fidan, Arles, Actes Sud, coll. « Lettres turques », 2011, 325 p.  (ISBN 978-2-7427-9936-7)
- Le Facteur d'Üsküdar, traduit par Jean Descat, en collaboration avec Elif Deniz et Pierre Vincent, Saint-Pourçain-sur-Sioule, éditions Bleu autour, coll. « La petite collection de Bleu autour », 2011, 155 p.  (ISBN 978-2-35848-032-1)
- Route serpentine, traduit par Catherine Erikan, Arles, Actes Sud, coll. « Hors collection », 2014, 224 p.  (ISBN 978-2-330-03071-1)
- La Mort de Geronimo, traduit par Catherine Erikan, Paris, Galaade, 2014, 143 p.  (ISBN 978-2-35176-358-2)
- La Maison aux livres, traduit par François-Michel Durazzo, Paris, Zulma, 2022, 208 p.  (ISBN 979-10-387-0149-6)